# フィービー・トンキン
フィービー・トンキン（英語: Phoebe Tonkin、1989年7月12日 - ）は、オーストラリアの女優、モデル。

## 来歴
オーストラリアのニューサウスウェールズ州シドニーにて誕生。幼少期よりタップダンス、コンテンポラリーダンス、バレエ、ヒップホップなどを習っていた。演技のキャリアを追求するため10代前半の頃より、オーストラリアのシアター・フォ・ヤング・ピープルに所属している。ニューサウスウェールズ州バルモラにあるクィーンウッド学校を卒業した。
2006年にオーストラリアのテレビシリーズ『H2O: Just Add Water』のメインキャストであるクレオ・セルトリ役で女優デビューした。クレオ・セルトリ役で2008年度オーストラリア映画協会賞主演女優賞にノミネートされた。2006年から2008年にかけて、イギリス人俳優のトムフェルトンと付き合っていたことがある。
2010年にオーストラリアのアドベンチャー映画『トゥモロー 僕たちの国が侵略されたら』においてフィオナ・マックスウェル役で出演した。
2011年9月から、アメリカ合衆国のテレビシリーズ『シークレット・サークル』にフェイ・チェンバレン役で出演した。
2012年にテレビシリーズ『ヴァンパイア・ダイアリーズ』にヘイリー役で出演。

## 主な出演作品
- H2O:ジャスト・アド・ウォーター (2006 - 2010)
- Packed to the Rafters (2009)
- Home and Away (2010)
- トゥモロー 僕たちの国が侵略されたら Tomorrow, When the War Began (2010)
- シークレット・サークル The Secret Circle (2011 - 2012)
- パニック・マーケット3D Bait 3D(2012)
- ヴァンパイア・ダイアリーズ The Vampire Diaries (2012 - )
- オリジナルズ (2013 - )
- STALKER : ストーカー犯罪特捜班 Stalker (2015) #14
- バビロン (2022)